# Byron Tenorio
Byron Zózimo Tenorio (Esmeraldas, 14 juni 1966) is een voormalig Ecuadoraans profvoetballer, die speelde als verdediger. Hij kwam onder meer uit voor El Nacional, Barcelona SC en CS Emelec. Tenorio werd viermaal Ecuadoraans landskampioen gedurende zijn carrière.

## Interlandcarrière
Tenorio kwam 53 keer uit voor het Ecuadoraans voetbalelftal, en scoorde drie keer voor zijn vaderland in de periode 1988-1997. Hij maakte zijn debuut voor de nationale ploeg op 7 juni 1988 in de vriendschappelijke interland tegen de Verenigde Staten (0-1) in Albuquerque. Hij nam met Ecuador deel aan drie edities van de Copa América: 1989, 1991 en 1993.
| Interlanddoelpunten van Byron Tenorio voor Ecuador | Interlanddoelpunten van Byron Tenorio voor Ecuador | Interlanddoelpunten van Byron Tenorio voor Ecuador | Interlanddoelpunten van Byron Tenorio voor Ecuador | Interlanddoelpunten van Byron Tenorio voor Ecuador | Interlanddoelpunten van Byron Tenorio voor Ecuador | Interlanddoelpunten van Byron Tenorio voor Ecuador |
| №                                                  | Datum                                              | Wedstrijd                                          | Goal(s)                                            | Score                                              | Uitslag                                            | Competitie                                         |
| -------------------------------------------------- | -------------------------------------------------- | -------------------------------------------------- | -------------------------------------------------- | -------------------------------------------------- | -------------------------------------------------- | -------------------------------------------------- |
| 1                                                  | 6 augustus 1992                                    | Ecuador – Costa Rica                               | 65'                                                | 1 – 1                                              | 1 – 1                                              | Oefeninterland                                     |
| 2                                                  | 12 september 1993                                  | Venezuela – Ecuador                                | 5'                                                 | 1 – 1                                              | 2 – 1                                              | WK-kwalificatie                                    |
| 3                                                  | 25 mei 1994                                        | Ecuador – Argentinië                               | 82'                                                | 1 – 0                                              | 1 – 0                                              | Oefeninterland                                     |

## Erelijst
El Nacional
- Campeonato Ecuatoriano

1986
 Barcelona SC
- Campeonato Ecuatoriano

1995
 LDU Quito
- Campeonato Ecuatoriano

1998, 1999